# Tenkemocsár
Tenkemocsár (Dumbrava) település Romániában, a Partiumban, Bihar megyében.

## Fekvése
A Fekete-Körös jobb partja közelében, Tenkétől keletre, Magyarcsékétől délnyugatra, Körösmart és Gyanta közt fekvő település.

## Története
Tenkemocsár nevét 1808-ban említette először oklevél Mocsár néven.
A település a nagyváradi 1. sz. püspökség birtoka volt még a 20. század elején is.
1851-ben Fényes Elek írta a településről:
Bihar vármegyében, a Hollód partja felett álló dombon, 273 óhitű lakossal, s anyatemplommal. Határa 1500 hold, ... Földesura a váradi deák püspök.
1910-ben 588 lakosából 23 magyar, 565 román volt. Ebből 7 római katolikus, 564 görögkatolikus, 16 református volt.
A trianoni békeszerződés előtt Bihar vármegye Tenkei járásához tartozott.

## Nevezetességek
- Görögkatolikus temploma - 1860-ban épült.